# Dischingen
Dischingen là một thị xã thuộc huyện Heidenheim, bang Baden-Württemberg, miền nam nước Đức. Nơi đây bao gồm các làng Dischingen, Ballmertshofen, Demmingen, Dunstelkingen, Eglingen, Frickingen, và Trugenhofen.

## Danh sách thị trưởng
- 1986–2006 Bernd Hitzler
- Từ năm 2006: Alfons Jakl

## Huy hiệu của các làng

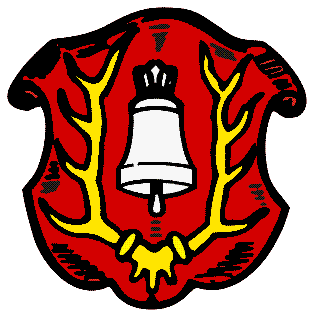
Ballmertshofen
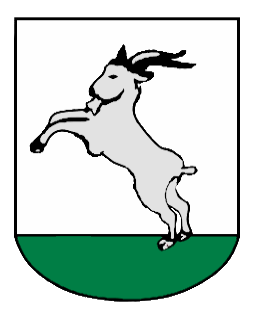
Demmingen
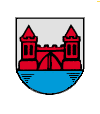
Dunstelkingen
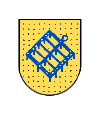
Eglingen
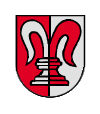
Frickingen
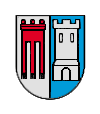
Trugenhofen